# Университет „Йосиф Щросмайер“ в Осиек
Университетът „Йосиф Щросмайер“ в Осиек (на хърватски: Sveučilište J. J. Strossmayera u Osijeku) е държавен университет в Осиек, Хърватия. Учреден е през 1975 г. Университетът има слава на висше училище за подготовка на педагогически кадри, тъй като е наследник на педагогическа академия.
В университета следват 20 хиляди студенти (2008) и работят 1150 учени. Ректор на университета е Гордана Кралик. Университетската библиотека наброява повече от 550 хиляди тома.

## История
Корените на висшето образование в Осиек могат да се проследят още в 1707 и 1724 г., когато тук са основани висше училище по философия и висше училище по богословие. През 1959 г. в Осиек е разкрит филиал на икономическия факултет на Загребския университет. На 26 март 1975 г. хърватският парламент приема решение за учредяването в Осиек на пълноценен университет.
Главната сграда на университета е построена през 1895 г.
Университетът носи името на католическия теолог и политик Йосиф Щросмайер (1815—1905).